# Podalyria speciosa
Podalyria speciosa är en ärtväxtart som beskrevs av Christian Friedrich Frederik Ecklon och Carl Ludwig Philipp Zeyher. Podalyria speciosa ingår i släktet Podalyria och familjen ärtväxter. Inga underarter finns listade i Catalogue of Life.